# 北区 (香港)

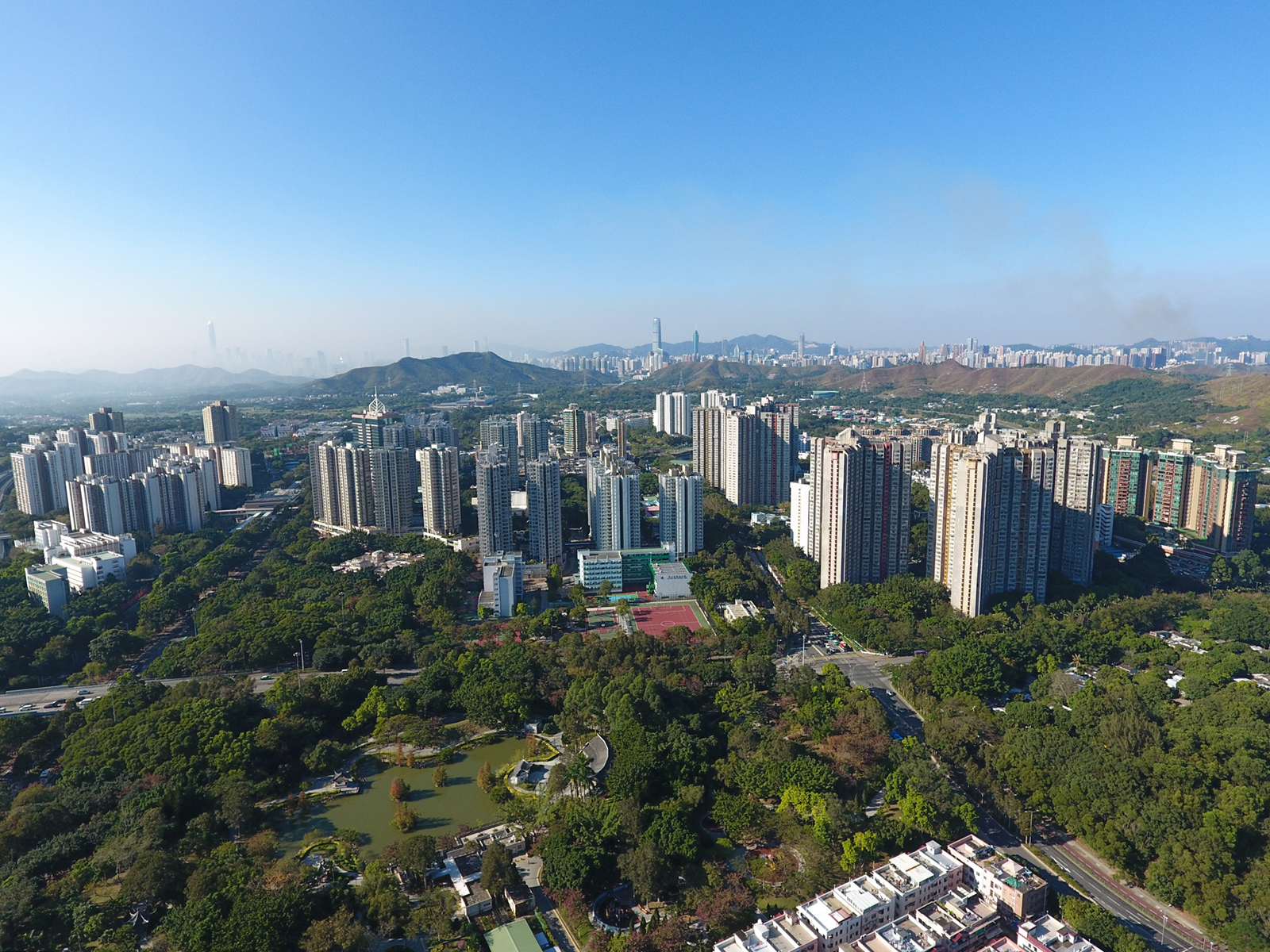
上水

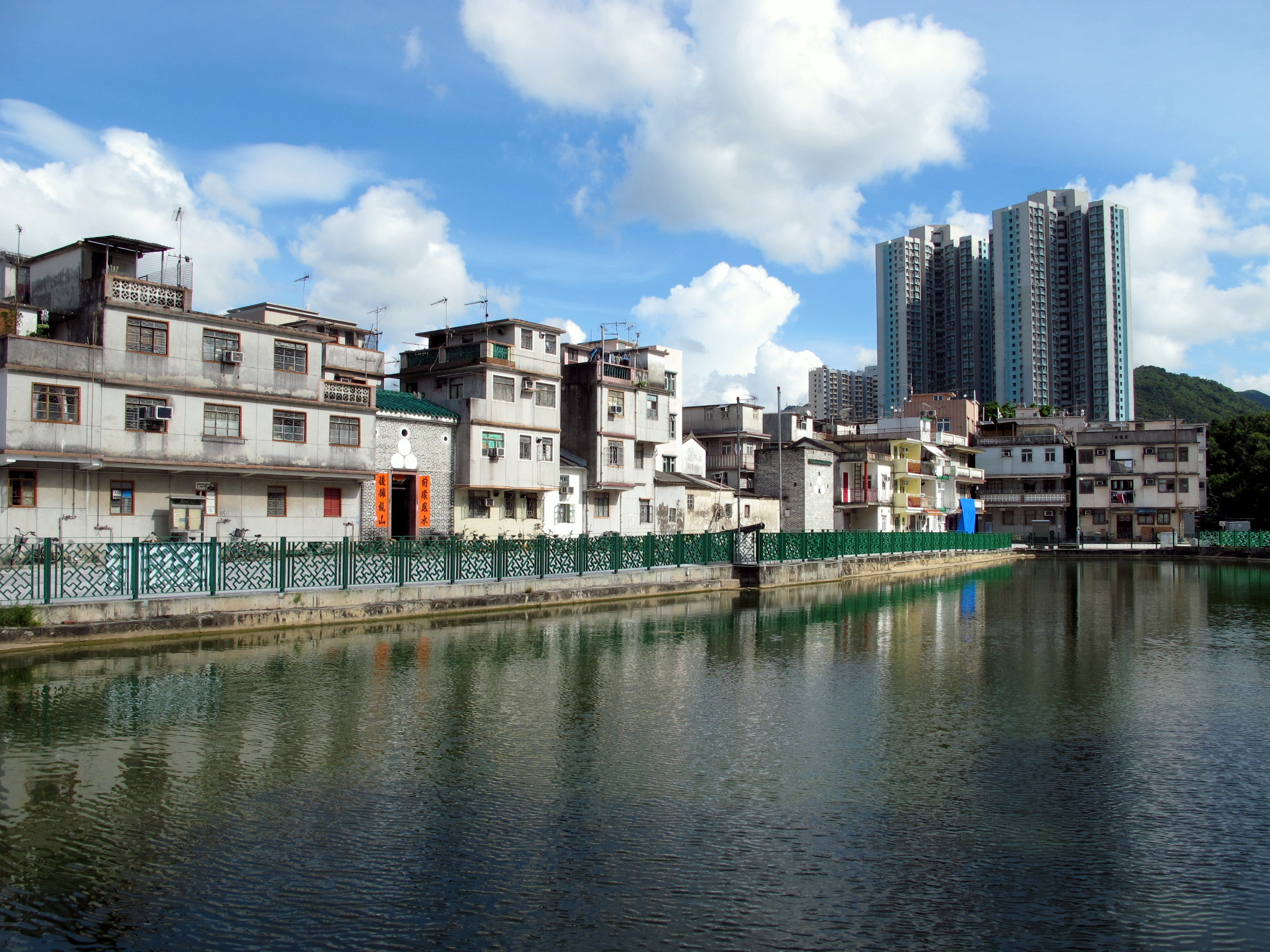
粉嶺囲

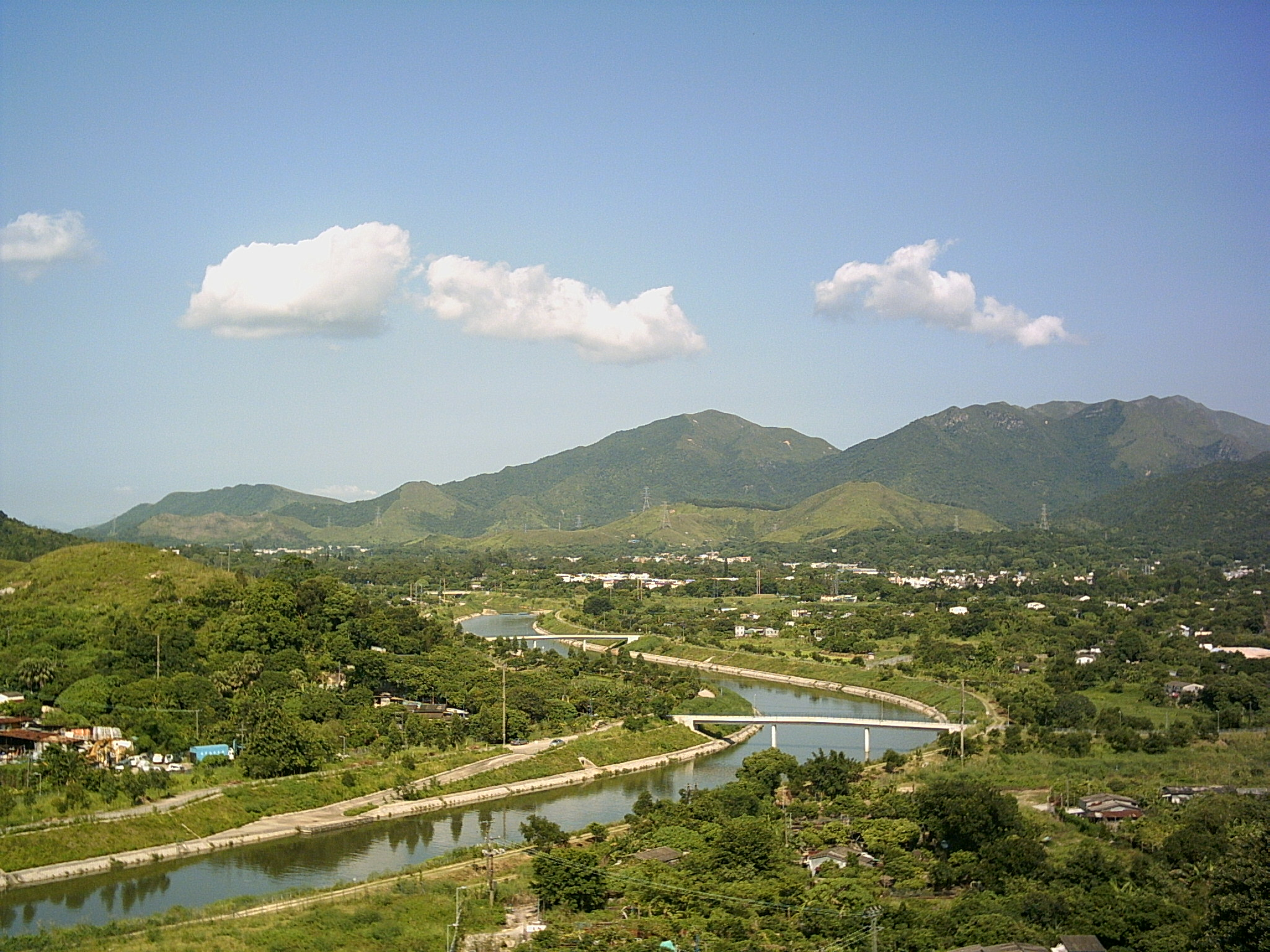
梧桐河

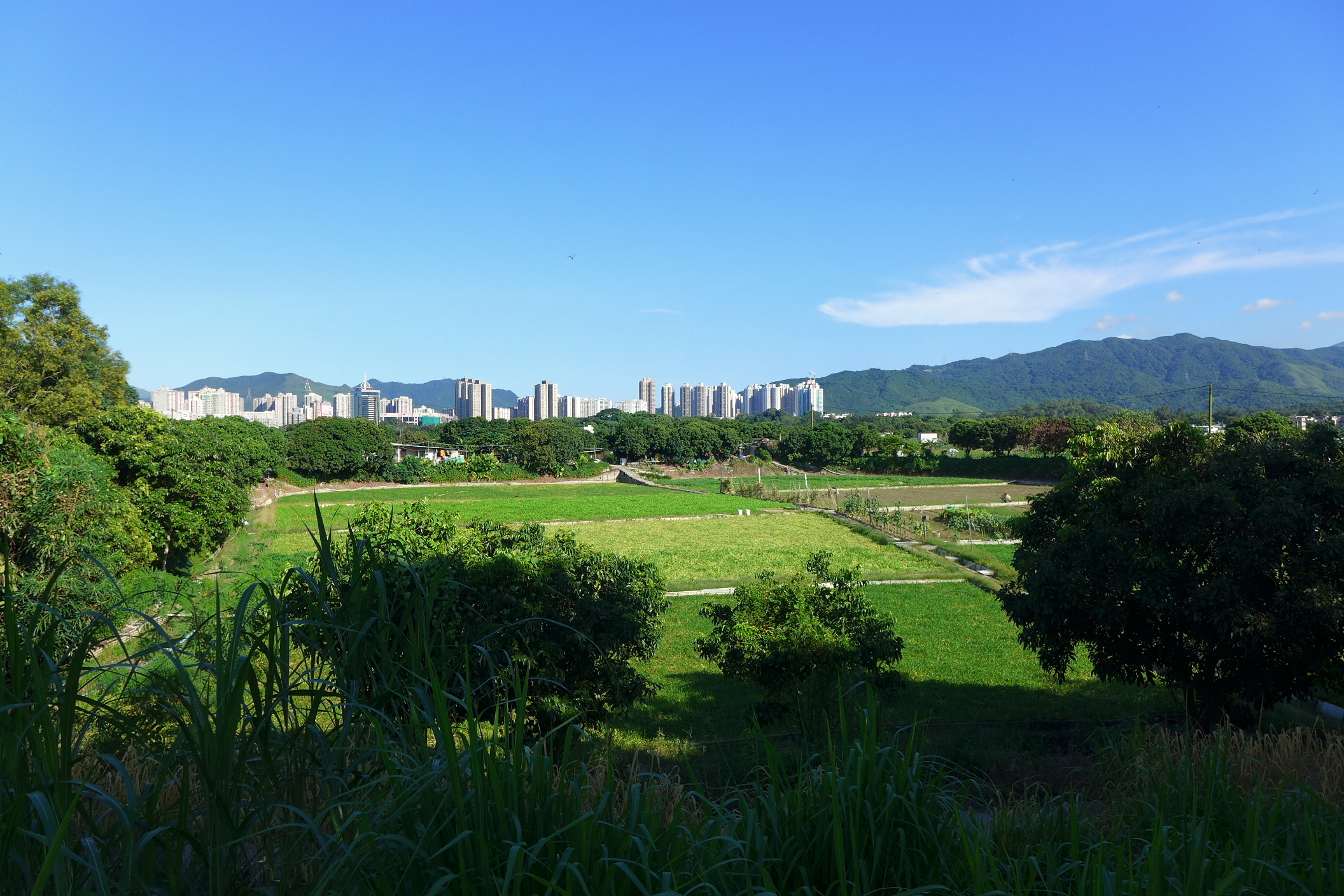
ヨウサイなどの野菜畑

北区（ほくく、広東語読み：パッキョイ）は、香港の区議会行政区画の一つ。香港で最も北に位置する区でそう名付けられて、香港と中国本土が陸地連接区の二つの一つ（もう一つは元朗区）。1979年に、北区は大埔区から分裂した。新界で最も北に位置し、深圳河、沙頭角河、中英街を挟んで深圳市と接しており、香港と中国本土の出入境検査場の四つ（羅湖管制站、沙頭角管制站、文錦渡管制站、香園囲管制站）が設けられている。北区は通常上水、粉嶺、沙頭角、打鼓嶺にあられて、大鵬灣に幾つかの島がある。大埔区から分裂する前に、「上粉沙打地區」と言う。北区は香港で村落文化保護が最も完全一つである、新界五大氏族の「鄧」、「侯」、「廖」、「彭」は上水と粉嶺に大規模村落があって、香港に唯一である。打鼓嶺と沙頭角公路前に数ヶ村落があって、沢山の歴史建造物がある。
2021年の人口統計によると、北区の人口は305,100人で、香港の総人口の4.3%を占める。人口密度が2,220人/km2、最も低い区の一つである。約26万人が粉嶺/上水ニュータウンに居住し、残りの約5万人が数ヶ村落と低密度ヴィラに居住する。2021年世帯月収中央値統計によるとは24,400香港ドルである。
2021年に、林鄭月娥行政長官は在職中の最後の施政報告で、香港の総土地面積のほぼ30%を占めて、300km2の「北部都會区」を建設することを提案した。

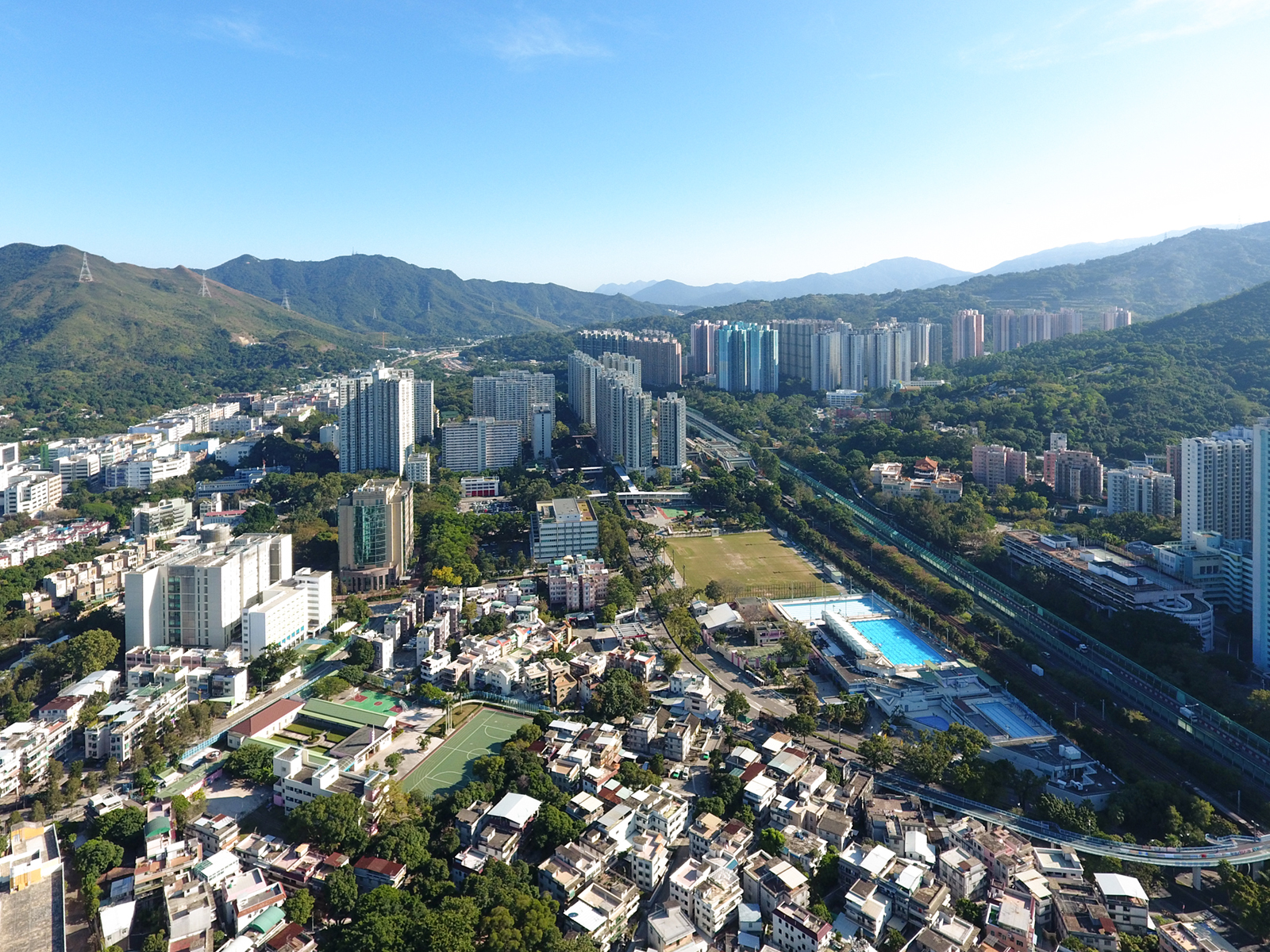
粉嶺ニュータウン

## 教育

### 中学校
- 鳳渓第一中学（中国語版）
- 新界喇沙中学（中国語版）
- 東華三院甲寅年総理中学（中国語版）
- 香港道教聯合会鄧顕紀念中学（中国語版）
- 聖公会陳融中学（中国語版）
- 上水官立中学（中国語版）
- 鳳渓廖万石堂中学（中国語版）
- 風採中学（教育評議会主弁）（中国語版）
- 中華基督教会基新中学（中国語版）
- 聖芳済各書院（中国語版）
- 東華三院李嘉誠中学（中国語版）
- 明愛粉嶺陳震夏中学（中国語版）
- 粉嶺官立中学（中国語版）
- 香海正覚蓮社仏教馬錦燦紀念英文中学（中国語版）
- 田家炳中学（中国語版）
- 保良局馬錦明中学（中国語版）
- 宣道会陳朱素華紀念中学（中国語版）
- 粉嶺礼賢会中学（中国語版）
- 粉嶺救恩書院（中国語版）
- 基督教香港信義会心誠中学（中国語版）

### 小学校
- 鳳渓第一小学（中国語版）
- 鳳渓創新小学（中国語版）
- 育賢学校（中国語版）
- 金銭村何東学校
- 東莞学校（中国語版）
- 上水恵州公立学校（中国語版）
- 石湖墟公立学校
- 香海正覚蓮社仏教陳式宏学校
- 東華三院港九電器商聯会小学
- 聖公会栄真小学（中国語版）
- 李志達紀念学校（中国語版）
- 香海正覚蓮社仏教正慧小学
- 曾梅千禧学校（中国語版）
- 東華三院馬錦燦紀念小学
- 粉嶺公立学校（中国語版）
- 打鼓嶺嶺英公立学校
- 宝血会培霊学校
- 上水宣道小学
- 香海正覚蓮社仏教正覚蓮社学校（中国語版）
- 粉嶺官立小学
- 五旬節靳茂生小学（中国語版）
- 鳳渓廖潤琛紀念学校
- 方樹福堂基金方樹泉小学（中国語版）
- 五旬節于良発小学（中国語版）
- 聖公会嘉福栄真小学（中国語版）
- 基督教粉嶺神召会小学（中国語版）
- 救世軍中原慈善基金皇后山学校（中国語版）
- 東華三院曾憲備小学（中国語版）
- 福徳学社小学
- 沙頭角中心学校

### 特別支援学校
- 救世軍石湖学校（広東語版）
- 香海正覚蓮社仏教普光学校（広東語版）

## 島
- 鴉洲
- 鴨洲尾白墩排
- 鴨洲白墩排
- 鴨洲
- 鴨螺春
- 鴨蛋排
- 鴨兜排
- 執毛洲
- 長石咀
- 虎王洲
- 墳洲
- 紅排
- 吉澳洲
- 高排
- 角大排
- 爛樹排
- 鸕鶿排
- 娥眉洲
- 筆架洲
- 白沙洲
- 筆架洲
- 細鴨洲
- 沙排
- 筲箕排
- 双排
- 水浸咀排
- 小稔洲
- 打蠔排
- 大稔洲
- 青洲
- 黄泥洲
- 往湾洲
- 烏洲
- 烏排
- 湖洋洲排
- 印洲
- 洋洲

## 交通

### 鉄道
- 香港MTR
  - ■東鉄線

（金鐘方面）- 粉嶺駅 - 上水駅 - 羅湖駅

### 道路
幹線道路
- ：粉嶺公路（中国語版）
- ：香園囲公路（中国語版）

市区道路
- 馬会道（中国語版）
- 宝石湖路
- 百和路（中国語版）
- 新運路（中国語版）
- 馬適路（中国語版）
- 掃管埔路
- 沙頭角公路（中国語版）

郊区道路
- 青山公路－古洞段（中国語版）
- 粉錦公路（中国語版）
- 沙頭角公路
- 大窩西支路
- 坪輋路
- 文錦渡路
- 蓮麻坑路（中国語版）
- 鹿頸路
- 新娘潭路（中国語版）
- 香園囲公路（中国語版）

### 出入境検査場
- 羅湖口岸
- 皇崗口岸
- 蓮塘口岸
- 文錦渡口岸
- 沙頭角口岸